# Lutetium Lu 177 dotatate
Лютеций (177Lu) — радиофармацевтический препарат для лечения соматостатин-рецептор положительных гастроэнтеропанкреатических нейроэндокринных опухолей. Одобрен для применения: США (2018).

## Механизм действия
Связывается с рецепторами соматостатина.

## Показания
Лечение соматостатин-рецептор положительных гастроэнтеропанкреатических нейроэндокринных опухолей.